# یوژه ریخا
یوژه ریخا یک بازیکن سابق فوتبال بلژیکی و مربی حال حاضر تیم سرکل بروژ است.او سابقه مربیگری در باشگاه فوتبال استاندارد لیژ را دارد.